# John Bowlby
John Bowlby (ur. 26 lutego 1907, zm. 2 września 1990) – brytyjski psychiatra i psychoanalityk.
Ukończył Trinity College na Uniwersytecie Cambridge. Interesował się rozwojem dzieci, twórca teorii przywiązania.
Według badania opublikowanego w  Review of General Psychology  w 2002 roku John Bowlby  zajmował na 49 miejsce wśród najbardziej cytowanych psychologów XX wieku